# Битолски говор
Битолският говор е български диалект от централната група югозападни говори.
Говори се в рамките на Северна Македония – в редица селища от горното течение на река Църна. Името си носи от най-големия град в региона - Битоля. На юг граничи с леринския говор, на изток — с мариовския говор, на запад с охридския и стружкия, а на север с прилепско-мариовския.
Македонската диалектология го систематизира като част от прилепско-битолски диалект на т. нар. македонски език.

## Характерни особености[1]
- Праславянските *tj и *dj застъпени
  - предимно като к’ и г’ – срèк’а (среща), мèг’у (между)
  - а в по-южните райони като шт: гàшти (гащи), шч: плèшчи (плещи), шк’: лèш’ка (леща) и жд: прèжда (прежда), ждж: прèжджа (прежда), жг’: вèжг’а (вежда)
- Застъпници на старобългарското ѫ са
  - предимно a: йàже (въже), мàка (мъка).
  - но и у: гỳсто (гъсто), пỳпка (пъпка)
- Застъпници на старобългарското ѧ са
  - в източните краища е: èзик (език), èдер (едър)
  - в останалите региони йа: йàзик (език), йàдер (едър), йàтрва (етърва)
- Застъпници на стб. ъ и ь са:
  - предимно а: лàжи  (лъже), мàгла (мъгла)
  - у, когато е в краесловие пред м: òсум (осем)
  - а или е, когато е в краесловие пред р: бѝстар-бѝстер (бистър)
- Групата ъл/лъ в средисловие се замества с:
  - ол – бòлва (бълха), волк (вълк), жолт (жълт)
  - о – бòва (бълха), дòго (дълго)
  - ъ – бъа (бълха), вък (вълк), жъ̀то (жълто)
  - ъл – пъ̀лно (пълно), въ̀лна (вълна)
- Съчетания чере-, цере-, цре-: чèреша-црèша (череша), цèрево-црèво (черво).
- Лични местоимения:
  - 1 л. ед.ч.: йа, йас, йàска
  - 3 л. ед.ч. м.р.: той
  - 3 л. мн.ч.: тѝе, тѝйа
- Троен член -ов, -ен, -от: дèтево, дèтено, дèтето
- Тройна показателна система: òвай-òвой–вой, òнай-òной-ной, той
- Частица ке за бъдеще време (сравни книжовното ще)
- Частица ке плюс мин.несв.време като средство за образуване на глаголно време бъдеще в миналото (сравни книжовното щях да плюс сег.време): ке нòсевме (щяхме да носим)
- Образуване на деепричастия с -ейки и -айки: нòсейки, бèгайки.
- Ударение, падащо на предподследната сричка в основната форма на думата, която се запазва и в производните ѝ думи: брадавѝца – брадавѝцата.

В по-северните райони съществуват някои допълнителни отличия:
- Глаголно окончание -м за 1 л. ед. ч. сег. време и при глаголи от I и II спрежение: сèчам (сека), нòсам (нося).
- Окончание -т за 3 л. ед. ч. сег. време: йàдит (яде), бèрит (бере).